# (151) Abundantia
(151) Abundantia ist ein Asteroid des mittleren Hauptgürtels, der am 1. November 1875 vom österreichischen Astronomen Johann Palisa an der Marine-Sternwarte Pola in Istrien entdeckt wurde.
Der Asteroid wurde benannt nach Abundantia, in der römischen Mythologie die Verkörperung der Fülle und des Überflusses, ihr Hauptattribut ist das Füllhorn. Die Namensgebung bezieht sich auf die große Zahl neu entdeckter Körper zwischen Mars und Jupiter zu dieser Zeit. Karl Ludwig von Littrow (Wunder des Himmels, 6. Aufl., Berlin 1878) beklagte: „Benannt … nach einer Göttin, die mit den armen Astronomen auf diesem Felde seit Jahren erbarmungsloses Spiel treibt und namentlich in dieser Epoche ihr Füllhorn über uns ausschüttete.“ Die Benennung erfolgte durch Edmund Weiss, den Direktor der Universitätssternwarte Wien.

## Wissenschaftliche Auswertung
Mit Daten radiometrischer Beobachtungen an der Infrared Telescope Facility (IRTF) auf Hawaiʻi vom 18. Dezember 1980 wurden für (151) Abundantia erstmals Werte für den Durchmesser und die Albedo von 42 km und 0,15 bestimmt. Aus Ergebnissen der IRAS Minor Planet Survey (IMPS) wurden 1992 Angaben zu Durchmesser und Albedo für zahlreiche Asteroiden abgeleitet, darunter auch (151) Abundantia, für die damals Werte von 45,4 km bzw. 0,17 erhalten wurden. Eine Auswertung von Beobachtungen durch das Projekt NEOWISE im nahen Infrarot führte 2011 zu vorläufigen Werten für den Durchmesser und die Albedo im sichtbaren Bereich von 41,2 km bzw. 0,21. Nach neuen Messungen wurden die Werte 2014 auf 39,0 km bzw. 0,23 geändert.
Photometrische Beobachtungen von (151) Abundantia erfolgten erstmals am 20. April 1990 an der Außenstelle Tschuhujiw des Charkiw-Observatoriums in der Ukraine. Die Messungen ergaben aber nur einen kurzen Abschnitt einer Lichtkurve mit keiner erkennbaren Modulation. Weitere Beobachtungen wurden vom 7. bis 12. Februar 2006 am Palmer Divide Observatory in Colorado durchgeführt. Aus der gemessenen Lichtkurve konnte hier eine Rotationsperiode von 9,861 h bestimmt werden.
Aus archivierten Daten des Asteroid Terrestrial-impact Last Alert System (ATLAS) aus dem Zeitraum 2015 bis 2018 wurden dann in einer Untersuchung von 2020 mit der Methode der konvexen Inversion Gestaltmodelle mit zwei alternative Positionen für die Rotationsachse mit einer prograden Rotation sowie eine Rotationsperiode von 9,8643 h bestimmt.
Zwischen 2012 und 2018 wurden mit der All-Sky Automated Survey for Supernovae (ASAS-SN) auch photometrische Daten von 20.000 Asteroiden aufgezeichnet. Auf mehr als 5000 davon konnte erfolgreich die Methode der konvexen Inversion angewendet werden, darunter auch (151) Abundantia, für die in einer Untersuchung von 2021 ein verbessertes dreidimensionales Gestaltmodell für eine Rotationsachse mit prograder Rotation und einer Periode von 9,8637 h berechnet wurde. Aus den Daten von ATLAS konnte in einer Untersuchung von 2022 mit der Methode der konvexen Inversion eine Rotationsperiode von 9,864 h berechnet werden.